# Bougie japonaise traditionnelle

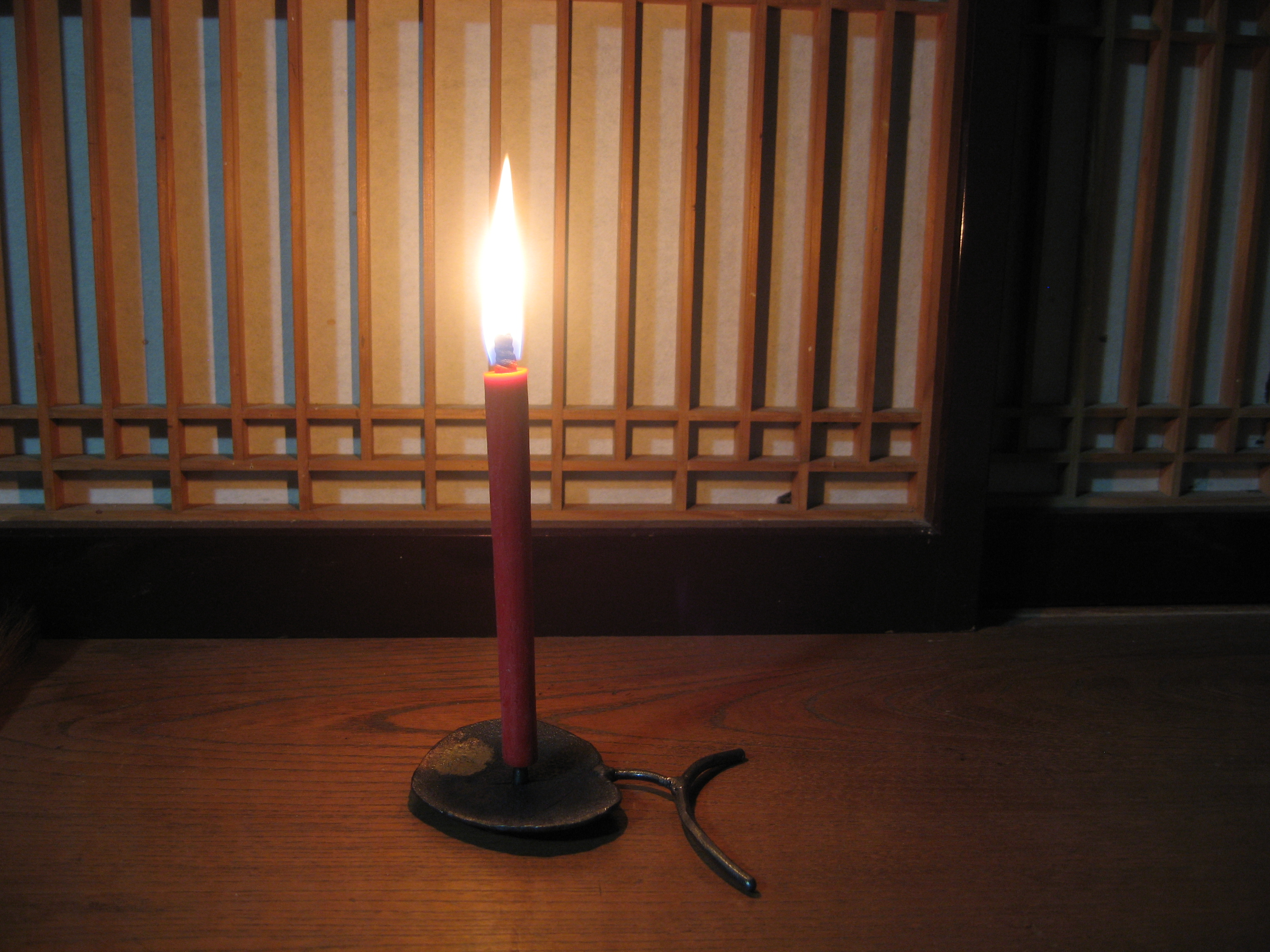
Bougie japonaise et porte-bougie

La bougie japonaise traditionnelle (和蝋燭, warōsoku) est une variété de bougie d’éclairage, caractérisée par son mode de fabrication et/ou la matière utilisée ainsi que par sa forme évasée. Largement utilisée au Japon jusqu’à la fin du XIXe siècle, elle est désormais un objet décoratif ou rituel.

## Composants
La bougie japonaise traditionnelle est un produit purement végétal : la cire est confectionnée à partir des fruits du Toxicodendron succedaneum (= Rhus succedanea L., « arbre à cire ») appelés haze (櫨／ハゼ). La mèche est composée de papier japonais (washi) (fabriqué à base de fibres de mûrier), de moelle de jonc (igusa, Juncus effusus L. var. Decipens Buchen) et de ouate de coton.

## Fabrication
Pour former la mèche, on commence par recouvrir de papier japonais une broche en bois ou en bambou, puis on enroule autour, en spirale serrée, un brin d’igusa, puis le tout est enveloppé d’ouate de coton (opération d’enroulement de la mèche).
On enduit ensuite cette mèche d’une couche de cire d’arbre préalablement fondue et ramenée à un état proche de la solidification. Une fois la couche sèche, on répète cette opération, autant de fois que nécessaire pour obtenir la grosseur voulue.
Enfin, on retire la broche et le cœur de la bougie se trouve évidé.

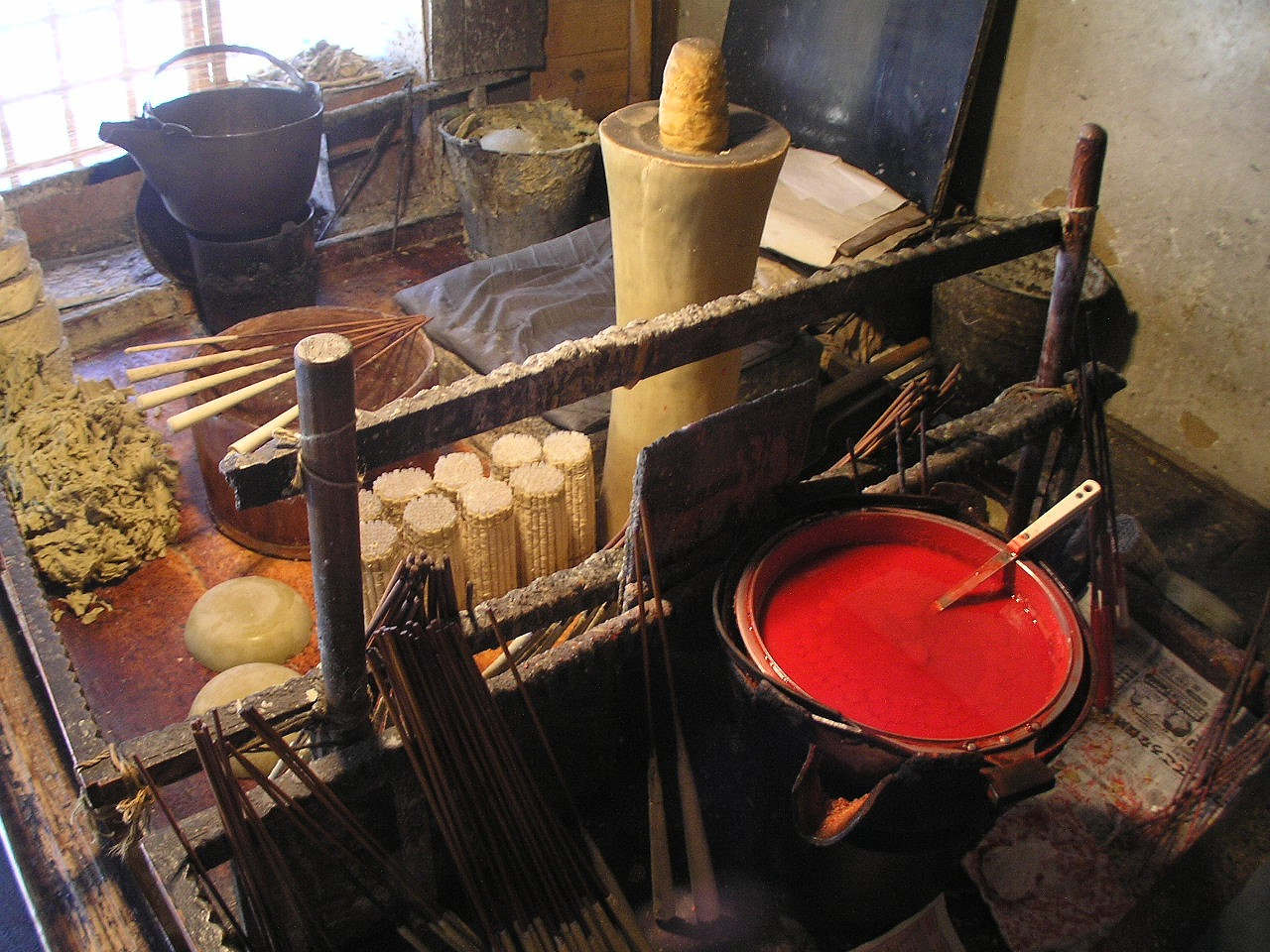
Atelier de bougies japonaises Mishimaya. Hida Furukawa
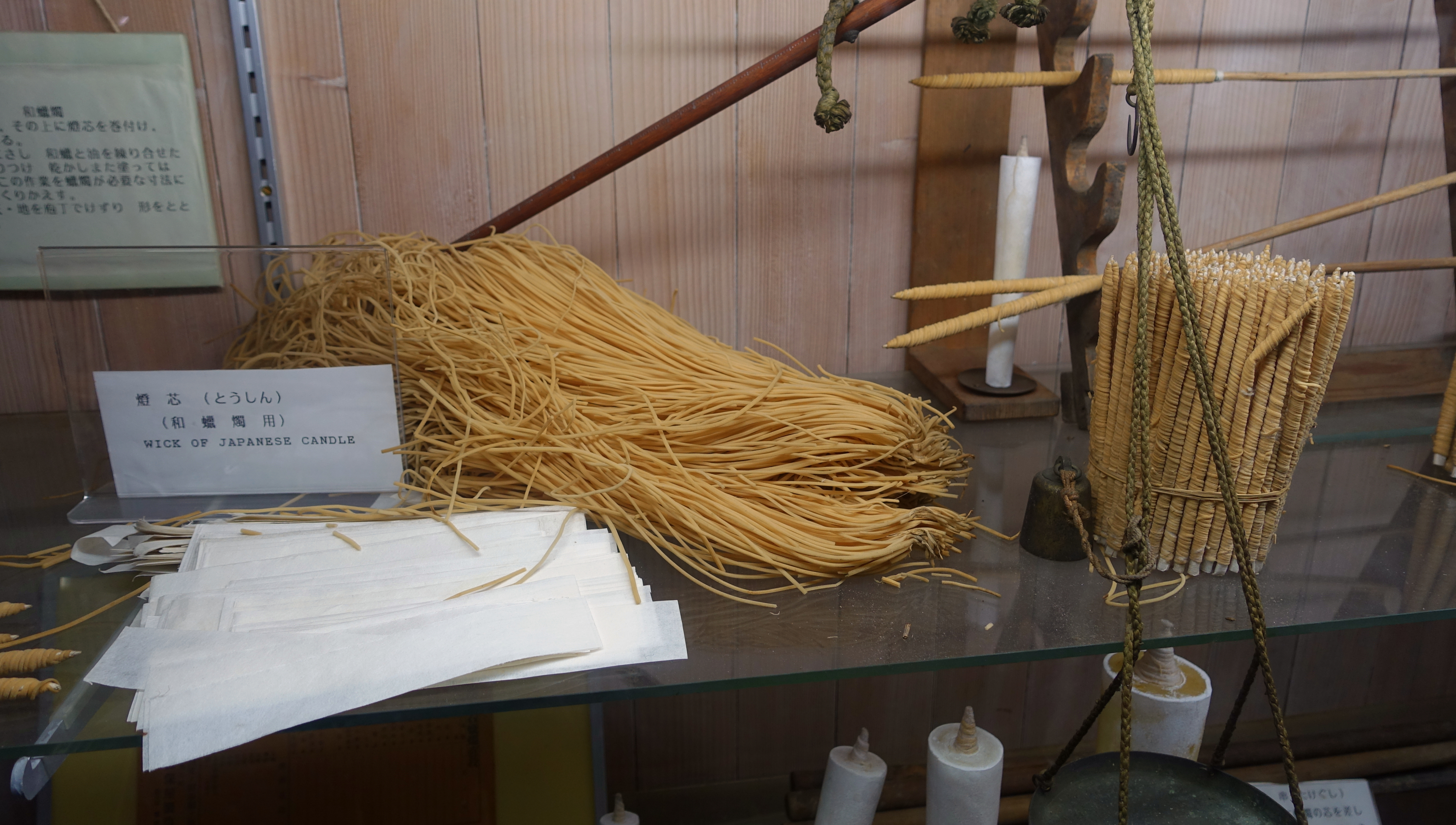
Composants des mèches- Hirata Folk Art Museum - Takayama, Gifu, Japon
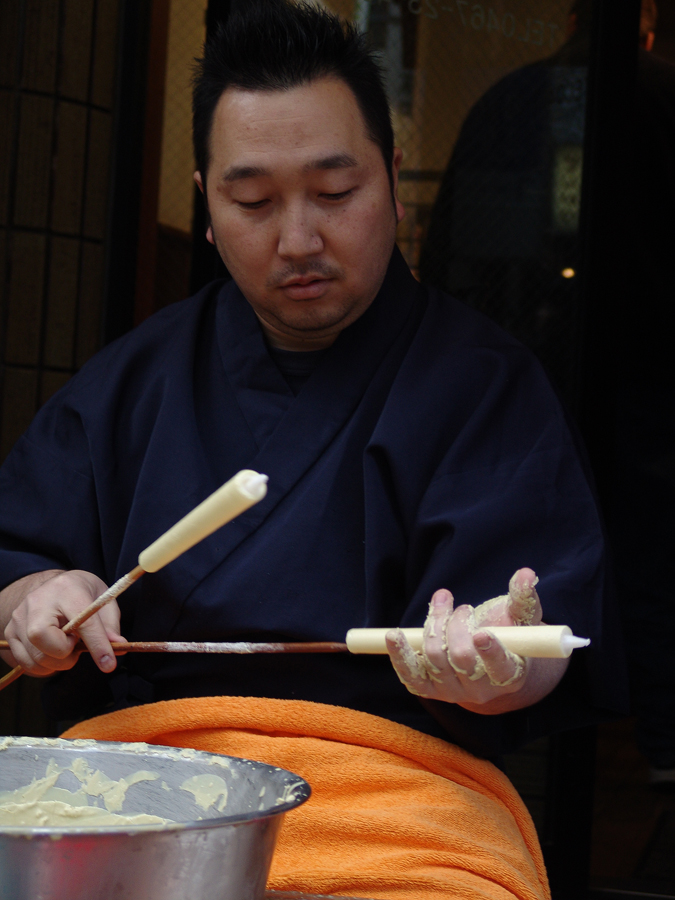
Fabricant de bougie japonaise

## Lumière
Comme la mèche de la bougie japonaise est creuse et que l'air y circule, la flamme est ample et scintille bien. Dans son livre The Chemical History of a Candle (Histoire chimique d’une bougie), publié en 1861, Michael Faraday a d’ailleurs parlé avec admiration de la structure d’aération des bougies japonaises.
Comparée à celle des bougies occidentales (1100 à 1530 degrés environ), la température de la flamme des bougies japonaises (940 à 1500 degrés à peu près) est plus basse. Cependant, comme leur flamme est plus grande même en absence d’aération, les bougies japonaises sont deux ou trois fois plus lumineuses.  
Elles s’éteignent aussi moins facilement, même quand il y a du vent, et elles durent relativement plus longtemps. De plus, comme la mèche aspire la cire plus rapidement, elles ont une fumée moins grasse et coulent moins.
La taille dépend des fabricants mais comme, généralement, la bougie japonaise fait plus de 15 cm de haut et a une mèche épaisse, parfois, la mèche ne brûle pas complètement et reste à l’état carbonisé. Pour régler ce problème, on ajuste la longueur de la mèche en coupant le bout carbonisé avec un instrument spécial, le coupe-mèche : cela aide à contrôler la flamme,.

## Bougies décorées

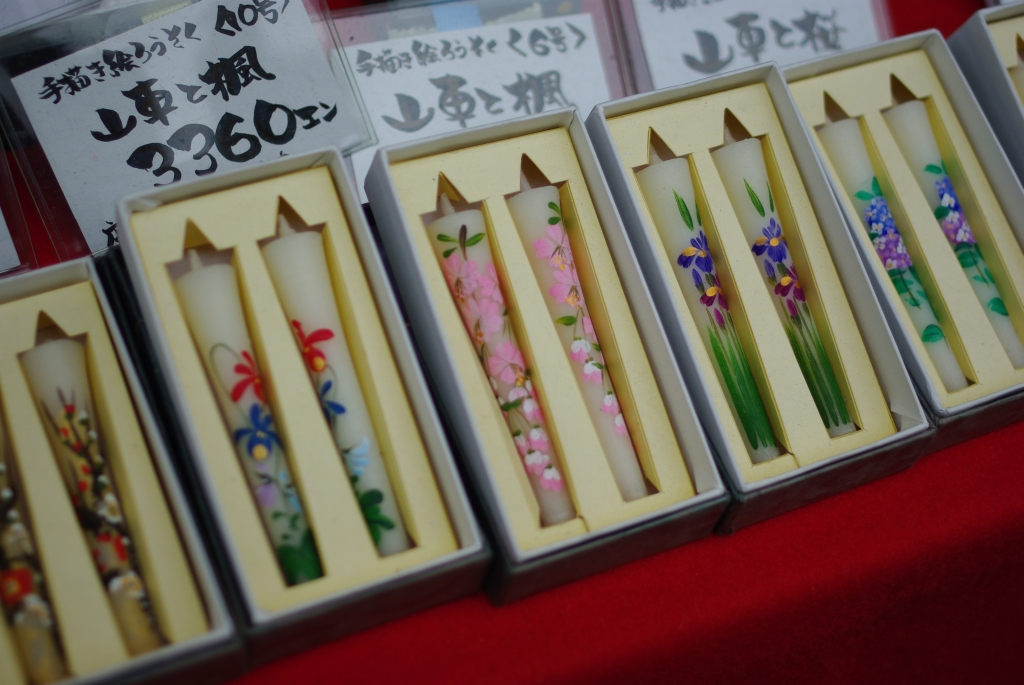
Bougies décorées

La peinture sur bougies est une tradition culturelle du Japon apparue dès l’époque Edo. Ces « bougies décorées » (絵蝋燭, erōsoku) sont souvent ornées de fleurs (principalement des pivoines et des chrysanthèmes à l’époque Edo). En effet, au Japon, on a coutume de placer à la fois une bougie japonaise et des fleurs sur les autels bouddhiques des temples ou des maisons (butsudan : ainsi, même en hiver, quand les fleurs sont rares, ou quand les bouquets sont fanés, les bougies fleuries peinte sur la bougie japonaise peuvent en tenir lieu.
La fille d’un fabricant de bougies essaie de transmettre les charmes de la bougie japonaise à la prochaine génération en peignant sur ses bougies des images plus modernes ou des illustrations à la demande des clients. La plus vendue est celle aux iris d’eau (19 cm de haut, 4 cm de diamètre), qui est aussi appréciée comme décoration intérieure
Au sommet du G7 de 2016, qui a eu lieu au Japon, à Shima (préfecture de Mie), des bougies ornées d’iris ont été offertes aux chefs d’états.

## Histoire
La bougie japonaise est mentionnée pour la première fois sur un rouleau datant de 747 ap. J.C appelé Daianji shizaichō (大安寺資財帳)), conservé dans le temple Daian-ji (époque de Nara). 
Elle a aussi été évoquée dans une œuvre littéraire classique, le Taiheiki (« Chronique de la grande paix »), qui date de la 2e moitié du XIVe siècle.
Cependant, son emploi comme moyen d’éclairage ne se répand largement qu’à la période d’Edo (XVIIe siècle). Un document d’archives indique qu’en 1780, dans la province d’Hiroshima où la fabrication de bougies s’était développée à partir des années 1700, 800 kan (trois tonnes) de bougies et 4200 kan (seize tonnes) de cire ont été exportées.
Dans des publications scientifiques françaises de la fin du XIXe siècle, on trouve des descriptions des bougies japonaises et de leur fabrication, avec de légères variantes :  absence d’ouate ou de jonc pour la mèche de papier, présence d’huile dans la cire.  Il est aussi indiqué qu’elles sont encore concurrencées par les lampes à huile de colza, les bougies moulées et qu’elles commencent à l’être par le pétrole et le gaz, qui donnent plus de lumière et sentent moins fort,.

## Situation actuelle

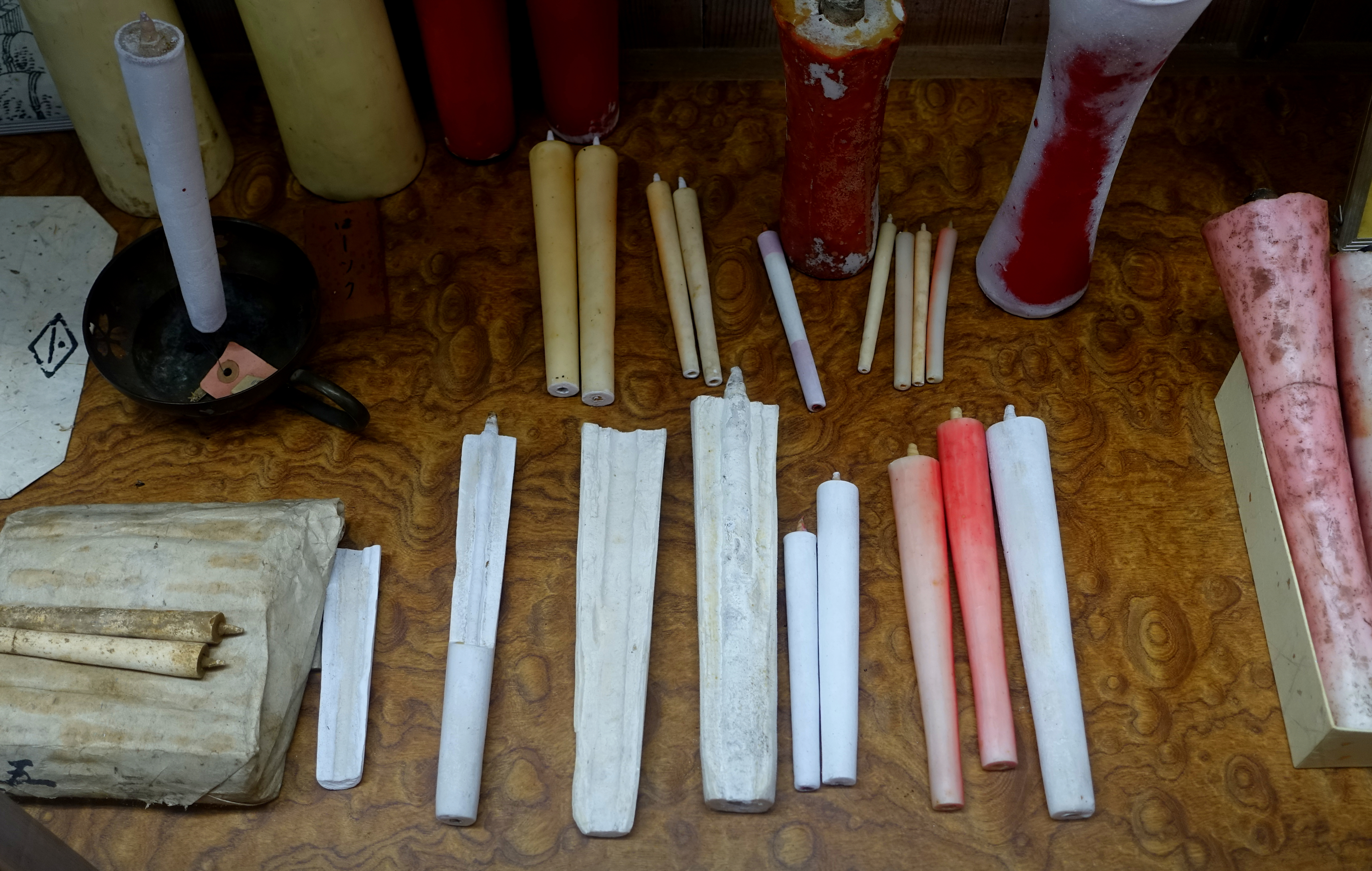
Bougies et moules - Hirata Folk Art Museum - Takayama, Gifu, Japon

En fait, de nos jours, la « bougie japonaise moulée », fabriquée en versant dans un moule de la cire d’arbre ou un succédané, est la plus courante. En effet, ce type de fabrication est moins onéreux et plus rapide que l’application de la cire couche par couche. D’autre part, comme le point de solidification des succédanés de la cire d’arbre est plus élevé, il a été pendant longtemps impossible de travailler ce genre de cire chauffée autrement qu’en la versant dans un moule.
Parmi les bougies qui sont actuellement en vente sous l’appellation « bougie japonaise », certaines ne sont d’ailleurs pas à base de substances végétales. On a en effet développé une nouvelle cire composée de glycéride d’acide gras et de cire oxydée, qui permet de fabriquer les bougies d’une manière proche du procédé traditionnel.
De nos jours, peu d’artisans produisent des bougies japonaises à la main. Au Japon, en 2011, il ne restait déjà qu'une vingtaine d'ateliers de ce type.
Selon le journal Asahi, le nombre n'avait pas changé en 2020 mais, en raison de l’épidémie de covid-19, les commandes de bougies traditionnelles avaient diminué de façon inquiétante. Cependant, dans cette situation de pandémie, la bougie japonaise avait acquis une certaine popularité auprès des jeunes gens qui vivent seuls : regarder cette flamme forte et douce à la fois les auraient rassérénés.
La bougie japonaise a aussi attiré l’attention à l’étranger notamment en Angleterre et aux États-Unis.

## Régions de production
On peut citer des villes, du nord au sud, comme :
- Tsuruoka et Sakata (préfecture de Yamagata) ;
- Aizuwakamatsu (préfecture de Fukushima) ;
- Niigata (préfecture de Niigata) ;
- Kawagoe (préfecture de Saitama) ;
- Kamakura (préfecture de Kanagawa) ;
- Nanao (préfecture d'Ishikawa) ;
- Takashima (préfecture de Shiga) ;
- Takayama et Hida (préfecture de Gifu) ;
- Fukui (préfecture de Fukui) ;
- Okazaki et Nagoya (préfecture d’Aichi) ;
- Nishinomiya (préfecture de Hyôgo) ;
- Kyôto (préfecture de Kyôto) ;
- Uchiko (préfecture d'Ehime) ;
- Kumamoto (préfecture de Kumamoto) ;
- Shimabara (préfecture de Nagasaki).